# روزی روزگاری در مکزیک
روزی روزگاری در مکزیک (به انگلیسی: Once Upon a Time in Mexico) فیلمی به کارگردانی رابرت رودریگز محصول ۲۰۰۳ است. این فیلم سومین و آخرین قسمت از سه‌گانه مکزیک (این سه‌گانه با نام‌های سه‌گانه ماریاچی و سه‌گانه دسپرادو نیز منتشر شده‌است) و دنباله فیلم دسپرادو محسوب می‌شود. بازیگر نقش اول فیلم بازیگر اسپانیایی هالیوود آنتونیو باندراس است. از دیگر بازیگران آن می‌توان به جانی دپ، سلما هایک، روبن بلیدز، میکی رورک، اوا مندس، انریکه ایگلسیاس، مارکو لئوناردی، پدرو آرمنداریس جونیور، ویلم دفو، دنی ترخو، چیچ مارین، ژولیو اسکار مچوسو اشاره کرد.
این اولین فیلم با بودجه بالا بود که با کیفیت HD و دوربین دیجیتال فیلمبرداری شد. روزی روزگاری در مکزیک نقدهای مثبتی دریافت کرد، اما به دلیل تقلیل شخصیت اصلی آن به یک شخصیت تقریباً فرعی و روایت درهم داستان مورد انتقاد قرار گرفت. رودریگز در دی‌وی‌دی فیلم توضیح داد که این کار او از عمد بوده‌است، چرا که می‌خواست این سه‌گانه همانند سه‌گانه دلار باشد. روزی روزگاری در مکزیک ۹۸ میلیون دلار در گیشه فروش کرد.
این فیلم در ایران توسط شرکت تصویر دنیای هنر، دوبله و پخش شده است.

## داستان
ال ماریاچی (آنتونیو باندراس) توسط افسر سازمان سیا شلدون جفری سندز (جانی دپ) برای به قتل رساندن ژنرال فاسد ارتش مکزیک امیلیانو مارکز (جراردو ویجیل) استخدام می‌شود، مارکز نیز توسط ارباب مواد مخدر مکزیک آرماندو باریلو (ویلم دفو) برای ترور رئیس‌جمهور مکزیک و سرنگونی دولت موقت در طول یک دوره از ناآرامی در کولیاچان (پایتخت سینالوآ) که در حال آزمایش ریاست جمهوری می‌باشد استخدام شده‌است. در گذشته ماریاچی و همسرش کارولینا (سلما هایک) در یک تیراندازی با مارکز روبرو شدند و او را مجروح کردند، مارکز هم برای انتقام کارولینا و دخترشان را به قتل رساند. سندز علاوه بر ال ماریاچی، مامور سابق اف‌بی‌آی خورخه رامیرز (روبن بلیدز) را متقاعد می‌کند تا از دوران بازنشستگی خود خارج شود و باریلو را که در گذشته همسرش آرچولتا را کشته بود به قتل برساند. علاوه بر این آجدرز افسر AFN (اوا مندس) توسط سندز مأمور می‌شود تا باریلو را دستگیر کند.
رامیرز در حالی که فعالیت‌های باریلو را زیر نظر دارد با بیلی چمبرز (میکی رورک) که یک فراری آمریکایی تحت حمایت باریلو است ملاقات می‌کند، اما چمبرز دیگر نمی‌تواند وظایف وحشتناکی که مجبور به انجام آن‌ها می‌شود را تحمل کند. رامیرز چمبرز را متقاعد می‌کند که در ازای نزدیک‌تر شدن به باریلو و اقدام به جاسوسی از او محافظت می‌کند و چمبرز موافقت می‌کند که پس از حذف باریلو با تسلیم شدن به مقامات آمریکایی معامله را تکمیل کند. نماینده ساندز، کوکیویی (دنی ترخو) که در ابتدا استخدام شده بود تا ال ماریاچی را زیر نظر داشته باشد در عوض تصمیم می‌گیرد تا به باریلو بپیوندد بنابراین با ماریاچی درگیر شده و موفق می‌شود او را اسیر کند. با این حال کوکیویی بلافاصله توسط چمبرز کشته می‌شود و در حالی که ماریاچی از اسارت فرار می‌کند با دوستان خود لورنزو (انریکه ایگلسیاس) و فیدئو (مارکو لئوناردی) تماس می‌گیرد تا در مأموریتش به او کمک کنند.
رامیرز در حالی که فعالیت باریلو را در خارج از بیمارستان زیر نظر دارد متوجه حمله مردانی مسلح به ساختمان می‌شود و آن‌ها را دنبال می‌کند. او متوجه می‌شود که گروهی از پزشکان به ضرب گلوله کشته شده‌اند و باریلو در نتیجه بازسازی نامطلوب صورتش دچار خونریزی شده اما بعد متوجه می‌شود که جسد روی میز اتاق عمل بدل باریلو است. رامیرز در حالی که قصد دارد از بیمارستان خارج شود توسط آجدرز که معلوم می‌شود دختر باریلو است بیهوش می‌شود. سندز متوجه خطر شده‌است اما توسط باریلو و آجدرز دستگیر می‌شود. آنها تصمیم می‌گیرند سندز را زنده نگه دارند اما قبل از رها کردن او چشمانش را نابینا می‌کنند. علیرغم نابینایی اش، سندز با کمک یک پسر بچه موفق می‌شود قاتلی که او را دنبال می‌کند با اسلحه به قتل برساند.
در حالی که مردم کولیاچان روز مردگان را در حضور رئیس‌جمهور جشن می‌گیرد، مارکز و ارتشش به کاخ ریاست جمهوری یورش برده و به آن حمله می‌کنند. در مقابل سربازان مارکز نه تنها با محافظان رئیس‌جمهور بلکه با مقاومت شهروندان و ماریاچی‌ها نیز مواجه می‌شوند. سندز به ال ماریاچی دستور داده بود تا بعد از قتل رئیس جمهور به مارکز حمله کند اما ماریاچی‌ها به این نتیجه رسیدند که رئیس‌جمهور مرد خوبی است و باید از او محافظت کنند. مارکز وارد کاخ ریاست جمهوری شده و یک بار دیگر با ال ماریاچی روبرو می‌شود، اما قبل از اینکه کاری انجام دهد توسط ماریاچی به قتل می‌رسد. رامیرز که توسط چمبرز از اسارت آزاد شده بود با باریلو روبرو می‌شود و پس از مرگ چمبرز توسط باریلو، رامیرز و ال ماریاچی با کمک یکدیگر ارباب مواد مخدر را می‌کشند. سندز که پس از مبارزه با چند تن از مأموران باریلو در بیرون از کاخ ریاست جمهوری زخمی شده‌است، موفق می‌شود آجدرز را فریب بدهد و او را نیز به قتل برساند. در نهایت لورنزو و فیدئو با پول نقدی که باریلو برای پرداخت به مارکز در نظر گرفته بود را جمع‌آوری کرده و هر کدام سهم خود برمی‌دارند و به رئیس‌جمهور کمک می‌کنند تا با خیال راحت از تلاش برای کودتا فرار کند. رامیرز که اکنون انتقام مرگ همسر خود را گرفته‌است با سندز خداحافظی می‌کند. ال ماریاچی نیز سهم خود را از پول، قبل از غروب آفتاب به مردمان روستای زادگاه خود می‌بخشد.

## بازیگران
آنتونیو باندراس در نقش ال ماریاچی
سلما هایک در نقش کارولینا
جانی دپ در نقش سندز
میکی رورک در نقش بیلی چمبرز
اوا مندس در نقش آجدرز
دنی ترخو در نقش کوکیویی
انریکه ایگلسیاس در نقش لورنزو
مارکو لئوناردی در نقش فیدئو
چیچ مارین در نقش بلینی
ژولیو اسکار مچوسو در نقش نیکولاس، مشاور رئیس‌جمهور
روبن بلیدز در نقش خورخه رامیرز
ویلم دفو در نقش آرماندو باریلو

## نظرات
در یکی از شماره‌های مجله رولینگ استون در سال ۲۰۰۳، جانی دپ به عنوان یکی از افراد سال انتخاب شد و مصاحبه ای انجام داد که در آن به‌طور خلاصه دربارهٔ نقش خود در این فیلم صحبت کرد:
ایده پشت این شخصیت مردی بود که من در هالیوود و تجارت می‌شناختم که در ظاهر بسیار آرام و دلنشین بود و طرز صحبت کردن آن مسحور کننده به نظر می‌رسید. او از خطاب کردن من با اسم خودم امتناع می‌کرد و همیشه من را جان صدا می‌زد و با اینکه می‌دانستی که قصد دارد کار تو را یکسره کند، اما چشم از او برنمی‌داشتی چرا که تماشای او بسیار جذاب بود.
دپ همچنین در مقاله‌ای در اینترتینمنت ویکلی گفت که تصور می‌کند این مرد پیراهن‌های توریستی بسیار خوش‌رنگی می‌پوشد، وسواس بی‌موردی نسبت به برادوی دارد و طرفدار لباس‌های مبدل عجیب با ظاهری فاش کننده است که هر سه ویژگی را می‌توان در فیلم مشاهده کرد. همچنین با توضیحات رودریگز در دی وی دی فیلم مشخص شد که نام کوچک و میانی این شخصیت توسط خود دپ انتخاب شده‌است.

## تولید
این فیلم در می ۲۰۰۱ قبل از فیلم‌های بچه‌های جاسوس ۲: جزیره رویاهای از دست رفته (۲۰۰۲) و بچه‌های جاسوس ۳: بازی باخته (۲۰۰۳) فیلمبرداری شد تا از اعتصاب احتمالی بازیگران به دلیل امکان وقوع تداخل در پروژه‌ها جلوگیری کند. فیلمبرداری طی ۷ هفته در کوئرتارو، سن میگل دی آلنده و گواناخواتو انجام شد. این اولین فیلم پرهزینه ای بود که در ویدئوهای دیجیتال با کیفیت بالا فیلمبرداری شد. زمانی که جرج لوکاس در حال فیلمبرداری جنگ ستارگان: قسمت دوم – حملهٔ کلون‌ها بود، اولین نمونه فیلمبرداری شده به صورت دیجیتالی را به رودریگز نشان داد. رودریگز که تحت تأثیر قرار گرفته بود تصمیم گرفت که فیلم خود را به صورت دیجیتالی فیلمبرداری کند، اما می‌دانست که زمان کافی برای فیلمبرداری قسمت دوم بچه‌های جاسوس را ندارد. در عوض او دنباله فیلم دسپرادو را برای میرامکس ساخت و فیلمنامه آن را در عرض ۶ روز تکمیل کرد. پیش نویس اولیه فیلم ۶۵ صفحه بود که با قرض گرفتن داستان یک فیلم کوتاه لغو شده به عنوان داستان فرعی فیلم تغییر کرد، اما زمانی که شرکت سازنده در مورد طرح فرعی اضافه شده دچار تردید شد و آن را به راحتی از فیلمنامه حذف کرد. کوئنتین تارانتینو در گذشته به رودریگز پیشنهاد کرد تا سه‌گانه خود را با الهام از سه‌گانه دلار بسازد، بنابراین تأثیر اولیه برای ساخت این فیلم سه‌گانه دلار سرجو لئونه به خصوص فیلم خوب، بد، و زشت بود. رودریگز اعلام کرد که فیلمبرداری دیجیتالی باعث صرفه جویی در زمان و هزینه شد و روند فیلمبرداری را ساده و تولید فیلم ۳۵ میلی‌متری را برای او منسوخ کرد.

## موسیقی متن
موسیقی فیلم شامل ترانه‌هایی است که ساخته رابرت رودریگز هستند و توسط گروهی از نوازندگان اجرا شده‌است که برای ضبط موسیقی متن گرد هم آمده بودند. آهنگ‌های اجرا شده توسط این گروه شامل Malagueña با اجرای برایان ستزر و Siente Mi Amor (عشق من را احساس کن) با خوانندگی سلما هایک است. ترانه Sands' theme که با همکاری گروه Tonto's Giant Nuts ساخته شده، نوشته جانی دپ است.
ترانه‌هایی همچون Pistolero از جونو راکتور، Me Gustas Tú از مانو چائو و Cuka Rocka از Chingon (گروه موسیقی رودریگز) از دیگر ترانه‌های این آلبوم هستند. رودریگز اعلام کرد که از هر یک از بازیگران اصلی، ۴ الی ۸ نت موسیقی بر اساس نقش‌های خود در فیلم درخواست کرده‌است، اما دپ یک ترانه کامل را در اختیار او قرار داد.

## اقتباس تلویزیونی
کانال AXN سونی تأیید کرد که یک سریال تلویزیونی اقتباسی از فرنچایز ال ماریاچی را پخش خواهد کرد. این سریال قرار بود در ۲۰ مارس ۲۰۱۴ پخش شود.

## انتشار
روزی روزگاری در مکزیک در ۱۲ سپتامبر ۲۰۰۳ در ۳۲۸۲ سینما با فروش ۲۳٫۴ میلیون دلاری در آخر هفته اکران شد. این فیلم در آمریکای شمالی ۵۶٫۴ میلیون دلار و در بقیه نقاط جهان ۴۱٫۸ دلار به دست آورد که مجموعاً ۹۸٫۲ میلیون دلار با بودجه ۲۹ میلیون دلاری به دست آورد.

## بازخورد
این فیلم در راتن تومیتوز بر اساس بررسی ۱۶۹ منتقد، ۶۶ درصد با میانگین امتیاز ۶٫۲/۱۰ را به دست آورده‌است. بنا بر نظرات اجمالی در این وبسایت، فیلم سرگرم‌کننده، خشن و بی‌پرده است همراه با هنرمندی جانی دپ که صحنه را از آن خود می کند. در متاکریتیک، این فیلم بر اساس ۳۴ نقد امتیاز ۵۶ از ۱۰۰ را کسب کرده‌است که نشان‌دهنده «نقدهای متفاوت یا متوسط» است. تماشاگران در نظرسنچی سینماسکور به فیلم نمره B- در مقیاس A تا F دادند.
راجر ایبرت در نشریه شیکاگو سان تایمز به فیلم سه از چهار ستاره داد و نوشت: رودریگز در فیلم خود مانند فیلم لئونه بیشتر علاقه‌مند به خلق لحظاتی در نماهای عالی، غافلگیری‌های متعدد، معکوس‌های کنایه آمیز و کلوزآپ از چهره‌های عرق کرده‌است، به جای این که داستان منسجمی داشته باشد. ای.او. اسکات در نقد خود برای نیویورک تایمز نوشت: در نهایت ویرایش فشرده و طرح‌های رنگی پر جنب و جوش فیلم شروع به خسته‌کننده شدن می‌کنند و رودریگز هم که از حیله‌های خود خسته شده و ایده‌هایش به پایان رسیده‌است، فیلم را به سمت خشونت و افراط‌های بیهوده سوق می‌دهد.
کلودیا پویگ در نقد خود برای یواس ای تودی نوشت: رودریگز یک فانتزی بی‌نظیر خلق کرده‌است که به فیلم‌های وسترن اسپاگتی مانند خوب، بد و زشت ادای احترام می‌کند. در این فیلم خون زیادی ریخته می‌شود، بی‌نهایت گلوله شلیک می‌شود و سکانس‌های اکشن حیرت‌انگیزی را ارائه می‌دهد. مجله اینترتینمنت ویکلی به این فیلم امتیاز B داد و از نقش آفرینی دپ تمجید کرد.